# Google Ad Manager
Google Ad Manager è una piattaforma di annunci pubblicitari di Google che offre agli editori i mezzi per gestire la visualizzazione di annunci pubblicitari sui loro siti web, tramite video e app mobili. Il prodotto comprende le funzionalità di Ad Exchange / SSP. 

## Storia
La piattaforma Google Ad Manager è nata come due prodotti distinti della società DoubleClick, quindi indipendente: l'ad server DART for Publishers e DoubleClick Ad Exchange.
Google acquisì DoubleClick nel 2007 assicurando entrambi i prodotti come parte della vendita.
Nel 2010 DART venne rinominato da Google come DoubleClick for Publishers. Venne introdotto contemporaneamente un livello Small Business e i prodotti sono diventati popolarmente noti come DFP e DFP Small Business.
A metà 2018 il nome del prodotto è cambiato di nuovo. Questa volta il marchio DoubleClick è stato completamente eliminato e DoubleClick for Publishers è diventato Google Ad Manager. Oltre a un nuovo marchio, questo cambiamento ha segnato un punto nella fusione graduale dei due precedenti prodotti DoubleClick, con Ad Exchange che ora è una funzionalità di Ad Manager piuttosto che un prodotto autonomo.
Il marchio di Google Ad Manager ha visto anche la fine dell'etichetta Small Business. Il prodotto offre ancora due livelli di servizio, ma il livello inferiore è ora Google Ad Manager, il livello superiore è stato rinominato Google Ad Manager 360.

## Caratteristiche
Le funzionalità chiave di Google Ad Manager includono:
- Gestione dello spazio pubblicitario
- Traffico
- Rapporti
- Gestione degli affari
- Strumenti di diagnostica
- Esperimenti